# Área salvaje Mollie Beattie
El área salvaje Mollie Beattie (en inglés: Mollie Beattie Wilderness es un área salvaje de los Estados Unidos que se encuentra en la zona noreste del Refugio Nacional Ártico de Vida Silvestre. Es la segunda mayor área designada en los Estados Unidos, después de la de Wrangell-San Elías.
Tiene una superficie aproximada de 8 000 000 acres (3 200 000 ha), y cuenta con más del 40 % de la superficie del Ártico NWR. Su territorio se centra en una parte de la cordillera Brooks que alberga una combinación de ecosistemas árticos, subárticos y ecosistemas alpinos. La vida animal es abundante, incluyendo grandes mamíferos como los osos pardos, alces, caribúes, buey almizclero, y los osos polares y numerosasalvaje s especies de ballenas y focas.
El nombre del área salvaje honra a Mollie Beattie, la primera mujer directora del Servicio de Pesca y Vida Silvestre de los Estados Unidos.
La selva forma parte de la Unión Internacional para la Conservación de la Naturaleza.